# Duello a El Diablo
Duello a El Diablo (Duel at Diablo) è un film western del 1966, diretto da Ralph Nelson.

## Trama
Durante il tragitto a cavallo in direzione di Forte Creel, lo scout Jess Remsberg salva una donna dall'attacco di una coppia di guerrieri Apache e così decide di proseguire il viaggio insieme a lei. Giunto a destinazione, scopre che la donna, originaria del luogo, si chiama Ellen Grange e stava fuggendo non dagli indiani bensì dal marito Willard, di professione commerciante, che l'aveva ripudiata. Alcuni anni prima infatti era stata rapita proprio dai nativi, riuscendo successivamente a liberarsi e a tornare dal marito, che però l'aveva respinta perché ormai "contaminata" dal contatto con i selvaggi, secondo l'ottica morale dell'intera comunità del forte.
Jess è in cerca di chiarimenti sulle circostanze riguardanti la morte di sua moglie, di origine Comanche, e allo scopo si incontra col tenente Scotty McAllister, sua vecchia conoscenza, il quale gli mostra uno scalpo indiano, vendutogli da Clay Dean, lo sceriffo di Forte Concho, che Jess riconosce come quello della sua sposa.
Subito dopo Jess ha un alterco con Toller, un commerciante e domatore di cavalli afroamericano, deciso ad acquistare il feticcio, ma interviene McAllister che colpisce Jess, che perde i sensi, e chiarisce poi la situazione con Toller. In seguito il tenente propone a Jess di fare da guida alla spedizione, costituita in prevalenza da giovani ed inesperte reclute, agli ordini dello stesso ufficiale e diretta a Forte Concho per consegnare una fornitura di armi al comando locale; il presidio è infatti sotto la minaccia di una ribellione di guerrieri Apache fuggiti dalla loro riserva e capeggiati dall'anziano Chata. Jess accetta, così potrà incontrare lo sceriffo locale per fargli rivelare, con ogni mezzo necessario, come si sia procurato lo scalpo di sua moglie.
McAllister riesce a convincere pure Toller, che deve consegnare cavalli domati all'esercito, a prendere parte all'operazione perché è un sergente di cavalleria ormai congedato ed esperto, reduce dalle Guerre Indiane, quindi anch'egli estremamente abile nell'affrontare i probabili attacchi dei ribelli. Suo malgrado, il tenente deve accettare pure la compagnia di Willard Grange, che intende effettuare una consegna ad un suo cliente sotto scorta militare: ad ordinare all'ufficiale di proteggere il commerciante è lo stesso comandante di Fort Creel, il Colonnello Foster.
L'indomani, mentre il convoglio è in partenza, Jess apprende da un indifferente Willard che Ellen è nuovamente fuggita dal forte.
Il viaggio risulterà pieno di insidie e pericoli di ogni sorta, ma anche di sconcertanti rivelazioni che finiranno per unire le vite di Jess ed Ellen.

## Promozione
Per promuovere il film, nel maggio 1966 la produzione ospitò a sue spese a Salt Lake City per tre giorni gli addetti stampa di centinaia di testate giornalistiche; ciononostante la pellicola non ebbe il successo previsto. Il giorno 12 avvenne anche la prima proiezione assoluta. La prima ufficiale del film avvenne poi a New York il 15 giugno.
Il film arrivò nelle sale cinematografiche italiane nell'ottobre del 1966.

## Location
Il film è stato girato principalmente nello stato dello Utah e principalmente nel Johnson Canyon di Kanab, nel Kanab Movie Fort e nel Kanab Movie Ranch. Altre scene sono state realizzate in Arizona, a Colorado City, Fredonia (Pipe Spring National Monument) e la Monument Valley.
Le riprese si sono svolte tra l'8 settembre e il dicembre del 1965.

## Curiosità
Il titolo provvisorio del film era "29 at Duell".
Fu il primo western per Poitier, il secondo per Garner (il primo fu "Maverick", 1957).
Bill Travers si ruppe una gamba durante le riprese.
Nel 1964 venne annunciato un film intitolato "The Seventh File" diretto da Ralph Nelson ed interpretato fra gli altri da Sidney Poitier, ma non venne mai realizzato.

## Commento
Nell'introduzione al suo Dizionario del Western all'Italiana, Marco Giusti lo definisce tra i western statunitensi più innovativi della sua epoca.